# 렛츠런팜 장수
렛츠런팜 장수는 대한민국의 제주경주마목장에 이어 2번째 규모
의 경주마 목장으로, 마필 생산 및 본격적인 경주마 육성이 이루어지는 곳이다. 46만평 부지에 내륙지역 경주마 생산지원을 위한 씨수말마사와 교배소, 경주로 등이 구비되어 있다. 교배기간(3~6월)중에는 짝짓기 과정을 일반인에게 공개하고 있다.  경주로 구비되어있음

## 소재지
- 전북특별자치도 장수군 장계면 육십령로 764-5